# مايكل جرين
مايكل جرين (بالإنجليزية: Michael Greene)‏ هو ممثل أمريكي، ولد في 4 نوفمبر 1933 بسان فرانسيسكو في الولايات المتحدة.

## وصلات خارجية
- مايكل جرين على موقع IMDb (الإنجليزية)
- مايكل جرين على موقع أول موفي (الإنجليزية)
- مايكل جرين على موقع قاعدة بيانات الفيلم (الإنجليزية)